# Porogobius schlegelii
A Porogobius schlegelii a csontos halak (Osteichthyes) főosztályának sugarasúszójú halak (Actinopterygii) osztályába, ezen belül a sügéralakúak (Perciformes) rendjébe, a gébfélék (Gobiidae) családjába és a Gobiinae alcsaládjába tartozó faj.
Nemének egyetlen faja.

## Előfordulása
A Porogobius schlegelii az Atlanti-óceán afrikai partjainál, valamint Nyugat-Afrika édesvízeiben található meg. Szenegáltól a Kongói Demokratikus Köztársaságig fellelhető. Állományai vannak a Zöld-foki Köztársaságban és a Guineai-öböl szigetein is.

## Megjelenése
Ez a hal legfeljebb 14,9 centiméter hosszú.

## Életmódja
Trópusi, fenéklakó hal, amely egyaránt megél a sós-, édes- és brakkvízben is. Ez a gébfaj az árapály térségeket, a mangroveerdőket, a folyótorkolatokat, a lagúnákat és a folyók alsó szakaszát kedveli. Tápláléka halak, kagylók, fitoplanktonok és döglött élőlények elbomlott részei.